# Altamonte Springs
Altamonte Springs é uma cidade localizada no estado estadunidense da Flórida, no condado de Seminole. Foi incorporada em 1920.

## Geografia
De acordo com o United States Census Bureau, a cidade tem uma área de 25 km², onde 23,4 km² estão cobertos por terra e 1,6 km² por água.

### Localidades na vizinhança
O diagrama seguinte representa as localidades num raio de 8 km ao redor de Altamonte Springs. 

## Demografia
Segundo o censo nacional de 2010, a sua população é de 41 496 habitantes e sua densidade populacional é de 1 778,2 hab/km². É a localidade mais densamente povoada do condado de Seminole. Possui 22 088 residências, que resulta em uma densidade de 946,5 residências/km².